# Вселена на Хари Потър
Вселената на поредицата от фентъзи романи за Хари Потър на британската писателка Дж. К. Роулинг се състои от две различни общества: света на магьосниците и света на мъгълите. В романите светът на мъгълите е светът, обитаван от хората без магически способности, с който магьосническият свят съществува съвместно, макар и предимно да остава скрит от немагическите хора. Сюжетът на поредицата се развива във Великобритания от 90-те години на миналия век, но в завоалирано и отделно общество в сянка, в което магията е често използвана и практикувана, а онези, които могат да я използват, живеят в самоналагащо се уединение, криейки способностите си от останалия свят. Терминът „Вълшебния свят“ се отнася до глобалната магьосническа общност, която живее скрита успоредно със света на мъгълите; различните термини се отнасят до различни общности в рамките на една и съща област, а не до отделни планети или светове. Всички нови произведения, които се случват в тази вселена, се пускат под марката Магьоснически свят.

## Основни положения
Цялата поредица за Хари Потър се развива от 1991 до 1998 г., с изключение на началната глава на първата книга, чието действие се развива на 1 ноември 1981 г., и епилога на седмата книга, развиващ се на 1 септември 2017 г. В различни моменти в хронологията на Хари Потър, ретроспекции и скачане в бъдещето изобразяват 1920-те, 1930-те, 1940-те, 1970-те, 1980-те, 2010-те и 2020-те години. Изобразяването на магьосническия свят е съсредоточено върху магията, която не само се съдържа в предмети като магически пръчки, но е изобразена като вродена способност. Светът е разделен на свят на магьосници и свят на мъгъли. Въпреки че е присъщ талант, магията се усъвършенства чрез изучаване на различни клонове на магията и практическо обучение в умение.
Полагат се много усилия, за да се държат мъгълите в неведение за магията. Първоначално двата свята съществуват съвместно; обаче, преследването на тези владеещи магията означава, че през вековете се въвеждат закони, предназначени да запазят съществуването на магьосническия свят, скрит от мъгълите. Първият и най-важен устав е Международният статут за магьосническа тайна от 1692 г. Омагьосването на мъгълски артефакти е забранено; непълнолетните магьосници са ограничени да използват магия извън училището и всяко умишлено разкриване на магически способности пред общността на мъгълите е наказуемо. Въпреки това се допуска използването на магия в присъствието на мъгъл в случай на животозастрашаваща ситуация (за магьосника или мъгъла). Тези закони се прилагат от Министерството на магията, докато специалната част от него, занимаваща се с изчистването на спомените за магия, има задачата да гарантира, че мъгълите, които са видели магия в действие, няма да останат без „неудобни“ спомени. Изключенията от закона за тайната включват роднини на магьосниците и високопоставени политически лидери; министър-председателят на Обединеното кралство, например.
Както се разбира от първата глава на Хари Потър и Философският камък, ликуването и еуфорията от първото падане на Волдемор през 1981 г. водят до пренебрегването на тези правила за момент, като магьосниците се излагат неразумно пред мъгълите, които са силно озадачени.
Някои аспекти на света на магьосниците са изобразени като по-малко от модерни в сравнение с мъгълския свят, понякога дори старомодни или странни. Технологичното развитие на света на магьосниците изостава значително от това на неговия мъгълски аналог – например свещите се използват за осветление вместо електрически или газови крушки – а совите, по-тромав и по-бавен начин на комуникация, се използват за изпращане на съобщения вместо обикновени телефонни разговори. От друга страна, бухал може да бъде изпратен, за да достави съобщение, без подателят да трябва да знае точното местоположение или телефонния номер на получателя.
Въпреки това съществуват голям брой технологично сложни устройства и повечето от тези устройства съществуват в света на мъгълите. От определена гледна точка може да се види, че магията и електричеството са еквиваленти един на друг в съответните им светове, но електронното оборудване не работи на места, пълни с магия, като Хогуортс и мъгълски устройства, използвани от магьосниците (като напр. камери и радиостанции) могат да бъдат накарани да функционират с помощта на магия вместо електричество. Такива примери обаче са редки; магьосниците рядко използват мъгълската технология, тъй като нямат интерес към нея, дори когато такава технология може да улесни живота им. Чистокръвните магьосници са озадачени от начина, по който работи мъгълската технология и повечето нямат интерес да я разберат (като изключение може да се посочи почитателят на мъгълите Артър Уизли, чиято най-голяма амбиция е „да разбере как самолетът остава горе“). За онези ученици, които проявяват интерес, в Хогуортс се предлагат дисциплини по „Изучаване на мъгъли“. Няколко пъти Хари Потър е натоварен със задачата да обясни работата на обичайната мъгълска технология, като например представянето на телефона на г-н Уизли в Хари Потър и Стаята на тайните; в началото на Хари Потър и Затворникът от Азкабан, Рон Уизли прави първото си телефонно обаждане – с катастрофални резултати за Хари.
Вълшебният свят също не е възприел съвременните мъгълски режими на събиране и предаване на информация. Например, вместо химикал или молив, хартия и електронно оборудване като компютрите, учениците от Хогуортс използват потопени в мастило пера и пергамент, за да водят бележки и да пишат домашните си. Магьосническите пари също са старомодни – те са изцяло метални монети и няма банкноти.
В магьосническия свят има поне един влак – Хогуортс експрес, теглен от парен локомотив. Има радио, но не и телевизия. Вълшебните метли се произвеждат масово, като редовно излизат нови модели, подобно на мъгълските коли. От друга страна, магическите пръчки са ръчно изработени от опитни занаятчии, като всяка отделна пръчка отнема дълъг и усърден труд. Печатането се извършва с механични печатни преси, а не с магия (например „Дрънкало“ е издаван така).
Много аспекти на британския магьоснически свят имат мъгълски еквиваленти. Например, след като навършат 17 години, магьосниците могат да бъдат лицензирани да се магипортират (изчезване от едно място и почти незабавното му появяване на друго място), докато мъгълите могат да се научат и да бъдат лицензирани да управляват автомобили. В петата и седмата година в Хогуортс или мъгълско средно училище се провеждат външни изпити. Някои аспекти на мъгълската поп култура също се отразяват в света на магьосниците, като рок музика, плакати и таблоиди. Няколко млади магьосници прегръщат мъгълската култура с цялото си сърце: като тийнейджъра Сириус Блек, който изпълва стаята си със снимки на мъгълски мотоциклети и рок групи в бунт срещу неговите предубедени, мразещи мъгълите родители. Мъгълска музика се чува във филмовата адаптация на Хари Потър и Орденът на феникса – музика на The Ordinary Boys се чува да свири на фона на общата стая на Грифиндор.
Магьосници и вещици, които са родени от мъгъли или са полукръвни (със смесени мъгълски и магьоснически произход), намират за по-лесно (или дори обичайно) да се интегрират в мъгълското общество и да приемат мъгълските тенденции, тъй като са предразположени към мъгълски начини на израстване. Ученикът от Грифиндор Дийн Томас често споменава украсяването на неговата част от общежитието с плакати на футболния клуб Уест Хем Юнайтед. Албус Дъмбълдор проявява интерес към моделите за мъгълско плетене и боулинг.

## География
Във вселената на Хари Потър няма отделна „магическа земя“; магьосническият свят не само съществува заедно със света на мъгълите, но и е в него. Само едно селище във Великобритания, селото Хогсмийд, е дом на изцяло магьосническо население. По-голямата част от местата на вещици и магьосници са интегрирани в по-широката немагическа област. Магьосниците често живеят в малки общности от няколко семейства в мъгълски села като Годрикс Холоу в западните части (дом на семействата Дъмбълдор и Потър) или Тинуърт в Корнуол. Семействата на магьосниците Уизли, Дигъри, Лъвгуд и Фосет живеят близо до мъгълското село Отъри Сейнт Кетчпол в Девън. Много къщи на магьосниците в книгите за Хари Потър са изобразени като в покрайнините на селищата, обикновено изолирани от по-голямата част от местните.
По същия начин, магьосническата улица Диагон-Али се намира в центъра на Лондон, точно до Чаринг Крос Роуд. Влакът Хогуортс Експрес тръгва от истинската гара Кингс Крос, но от перон 9¾. Тези места са скрити от мъгълите чрез магически защити. Много вълшебни места, като остров Дриър край бреговете на Шотландия или стадиона за Световната купа по куидич, и магьосническият затвор Азкабан, се превръщат в невъзможни за намиране на карта. Това е допълнително подкрепено от естествената склонност на немагическите хора да игнорират всичко, което не могат да обяснят или разберат. Замъкът Хогуортс изглежда като изоставени руини за всеки мъгъл, който е достатъчно близо, за да го види. Въпреки че магьосническото общество живее в по-голямата си част заедно с мъгълите, взаимодействието между двете общности на практика не съществува откакто Международният статут за магьосническа тайна е въведен през 1692 г. Малко магьосници са наясно с основната мъгълска култура. В странните случаи, когато може да се наложи магьосник или вещица да се облече в мъгълско облекло, резултатът обикновено е комичен. Докато дийствието в поредицата се развива във Великобритания, има доказателства, че магьосническият свят има места по целия свят. Това е показано в Хари Потър и Огненият бокал, когато се описват много хора на Световната купа по куидич, говорещи чужди езици. Броят на ирландските магьосници, работещи за Министерството и посещаващи Хогуортс, както и различните националности, посещаващи Бобатон и Дурмщранг, предполагат, че границите на магьосническия свят се различават от геополитическите разделения на света на мъгълите. Държави като България и Ирландия обаче имат национални отбори, които ги представят на Световното първенство по куидич – въпреки че мъгълите на тези страни нямат представа, че се провежда състезанието.
Също така в Хари Потър и Затворникът от Азкабан се предполага, че магьосниците са играли роля в древноегипетската история и вероятно стоят зад много исторически чудеса в съвременния свят като египетските пирамиди и гробници.

## Животни и растения
Магьосническият свят е дом на много магически същества и растения, някои от които са познати от фолклора и мита. Великани, дракони, еднорози, богарти и таласъми имат роли в поредицата, докато много растения, за които се смятало, че имат магически свойства, като корен на мандрагора, самакитка, асфодел и пелин, също се появяват. В историите тщеславието е, че тези същества и техните магически сили са реални, но са били скрити от векове от немагическия свят, превърнали се като част от фолклора. В Хогуортс са разрешени някои видове домашни любимци: котки, сови, плъхове и жаби. Дж. К. Роулинг написва допълнителна книга за магическите същества, за да допълни основните романи за Хари Потър, озаглавена Фантастични животни и къде да ги намерим.

### Закони, свързани с магическите същества
И в книгата Фантастични животни и къде да ги намерим, и в едноименния филм често се споменават законите, управляващи магическите същества. Както всички закони, те се променят с течение на времето и варират в различните държави.
Съществуват три различни дефиниции за всички магически същества, дадени в книгата Фантастични животни, които са „зверове“, „същества“ и „духове“, които са определени през 1811 г. от британския министър на магията. „Същества“ се определят като „всяко създание, което има достатъчно интелигентност, за да разбере законите на магическата общност и да носи част от отговорността при оформянето на тези закони“.
Създадени са закони около управлението на магически същества, до голяма степен за целите на тяхната защита, но също и за защита на магьосниците от опасни същества, да управляват собствеността върху определени същества, както и да ги скрият от света на мъгълите. Във филма Фантастичните животни и къде да ги намерим политическият климат на магьосническата общност по това време налага пълна забрана за притежаване на всякакви магически създания.

## Чистота на кръвта
Дългогодишното разделение между магьосническия и мъгълския свят във вселената на Хари Потър кара много магьосници да се застъпят за разделянето на двата свята. Магьосниците от чисто мъгълски произход се разглеждат като ненадеждни, глупави или, в крайни случаи, расово по-ниски. Обичайната практика на магьосниците да се женят за мъгъли се разглежда от такива екстремисти като смесване и вместо това те се застъпват за поддържане на така наречената „чистота на кръвта“. Това е част от идеологията на лорд Волдемор и семейство Блек да се отрекат от всеки, който се ожени за мъгъл или нечистокръвен. Въпреки това, в Хари Потър и Стаята на тайните и Хагрид, и Рон твърдят, че вероятно няма такъв фактор като „чистота на кръвта“, като всички магьосници (при достатъчно изследвания) вероятно ще намерят в семейната си история някои бракове с мъгъли.

### Чистокръвни
„Чистокръвни“ е терминът, прилаган към магьосници и вещици, които изобщо нямат мъгълска кръв, мъгълородени или нечистокръвни в родословните си дървета. Те са най-редкият от трите кръвни статуса. Дж. К. Роулинг заявява, че десет процента от магьосническата общност се състои от чистокръвни. Въпреки че технически чистокръвните нямат мъгълски предци, малкото магьосническо население означава, че „истинските“ чистокръвни са рядкост, като някои просто игнорират или се отричат от малкото мъгъли в семейството си. Идентифицираните чистокръвни семейства включват Блек, Крауч, Фъдж, Гонт (въпреки че тази линия е изчезнала преди началото на Философският камък), Лестранж, Лонгботъм, Малфой и Уизли (но най-новото поколение има нечистокръвни членове). За да запазят чистотата на кръвта си, е известно, че някои семейства на върховната раса се женят за своите братовчеди, което понякога води до психическа нестабилност и проява на насилствен характер. Семейство Гонт проявява и двете тенденции към времето на шестата книга.
Привържениците на чистокръвната раса вярват, че чистотата на кръвта е мярка за магическата способност на магьосника – независимо от примерите за изкусни мъгълородени вещици и магьосници като Хърмаяни Грейнджър и Лили Потър – и по-малко способни чистокръвни като Невил Лонгботъм (чиито умения се развиват в Хари Потър и Даровете на Смъртта поради неговия героизъм). Привържениците на върховната раса прилагат термина „кръвен предател“ за чистокръвни, които се женят и имат нечистокръвни деца.
Чистокръвните магьосници и вещици в книгите за Хари Потър са почти всички привърженици на върховенството, докато има някои от тях, които не се застъпват за превъзходството на предците; Уизли, Потър и Лонгботъм са стари чистокръвни семейства, но никой от известните членове на тези семейства не е съпричастен към целите на върховната раса. Семейство Блек, традиционно чистокръвни привърженици на върховенството, също изглежда е родило по една или две такива „черни овце“ във всяко поколение, а именно Сириус и Андромеда (сестрата на Белатрикс и Нарциса, която се омъжва за родения от мъгълите Тед Тонкс).
Няколко магьосници поставят под въпрос идеята за чистотата на кръвта като цяло. В своето копие на Приказките на барда Бийдъл (по-късно завещано на Хърмаяни Грейнджър), Дъмбълдор прави пояснения, че така прехвалената чистота на кръвта не съществува и е само измислица, поддържана от магьосниците, привърженици на идеята за върховна раса.

### Нечистокръвни
„Нечистокръвни“ е терминът, използван за магьосници и вещици, които имат магически и мъгълски предци в родословните си дървета. Те са най-често срещаният кръвен статус, далеч превъзхождащ чистокръвните и мъгълородените. Роулинг заявява, че от годишния прием в Хогуортс петдесет процента са нечистокръвни. Привържениците на чистокръвната раса разглеждат нечистокръвните като по-ниски от тях, макар и по-добри от мъгълите и мъгълородените. Семейство Малфой, семейство от богати магьосници, които проявяват презрение към мъгълите, се опитват да поддържат чистотата на кръвта, но намират за приемливо да се женят за нечистокръвни, ако има недостиг на чистокръвни за брак.
Волдемор е нечистокръвен, а това е най-пазената му тайна, която малко магьосници знаят. Баща му е Том Риддъл е мъгъл. Сивиръс Снейп също е нечистокръвен (той си дава прякора „Нечистокръвния принц“), тъй като баща му Тобиас Снейп е мъгъл. Самият Хари е нечистокръвен, тъй като чистокръвният му баща Джеймс се жени за мъгълородената вещица Лили, а баба му и дядо му по майчина линия са мъгъли.

### Мъгълородени
„Мъгълородени“, наричани презрително от чистокръвните магьосници „мътнороди“, е терминът, прилаган за магьосници и вещици, чиито родители са мъгъли. Роулинг заявява, че те са вторият най-често срещан от трите кръвни статуса на магьосниците, наброявайки около 25 процента от магьосническата общност. Често се смята, че произлизат от сквибите, които са се омъжили за мъгъли, и спящият магически ген може да се появи отново след няколко поколения. Майката на Хари Потър, Лили Евънс, и най-добрата му приятелка Хърмаяни Грейнджър са родени от мъгъли. За разлика от децата на магьоснически семейства, които получават своето писмо за приемане в Хогуортс чрез сова или бухал, служител на Хогуортс обикновено предава писмото на мъгълородените, за да се срещне с техните мъгълски родители и да им обясни.
Привържениците на върховната раса обикновено вярват, че родените от мъгъли са магически недостойни, въпреки примерите за обратното, като Хърмаяни и Лили, които са изключително способни в магията.
Чистокръвните привърженици се отнасят към родените от мъгъли с обидния унизителен термин „мътнороди“. Хагрид е шокиран, когато разбира, че Драко Малфой е произнесъл тази дума на Хърмаяни, за да я обиди и провокира, тъй като същата дума никога не се използва във възпитани разговори. Хърмаяни, след като е измъчвана от Белатрикс Лестранж поради кръвния си статус, решава с гордост да се нарича така.
По време на управлението на Волдемор, мъгълородените са законно задължени да се регистрират в Комисията за регистрация на родените от мъгъли, оглавявана от Долорес Ъмбридж. През това време Отделът по мистерии твърди, че родените от мъгъли са придобили своята магия чрез кражба на магия и пръчки от „истински“ магьосници. Други магьосници и вещици отхвърлят това схващане, като Рон Уизли, който пита как може да се докаже подобно обвинение. След падането на Волдемор Долорес Ъмбридж е затворена в Азкабан, докато останалите членове на комисията или са затворени, или стават бегълци.

### Сквиби
„Сквиби“ (или „немощен“) е терминът, прилаган към дете, което е родено от родители магьосници, но което не развива магически способности. Те се считат за противоположност на родените от мъгъли магьосници и вещици. Ражданията на сквиби са рядкост: единствените, отбелязани като такива в книгите, са Аргус Филч, Арабела Фиг и вторият братовчед на Моли Уизли, който става счетоводител. Министерството не изисква те да бъдат регистрирани като част от общността. Сквибите споделят някои неща с магьосниците и са наясно и разбират техния свят. Те също могат да видят Хогуортс и диментори, които обикновените мъгъли не могат. Въпреки това, според лелята на Рон Мюриел, обичаят при сквибите е да ги изпращат в мъгълски училища и да ги насърчават да се интегрират в света на мъгълите, което е „много по-мило“, отколкото да ги държат в света на магьосниците, където винаги ще бъдат „хора от втора класа". За разлика от по-голямата част от приемането и дори уважението в света на магьосниците към мъгълите и родените от мъгъли магьосници и вещици, често се смята за неудобно да имаш сквиб в семейството. Веднъж Невил казва, че семейството му първоначално го е смятало за сквиб, докато неговият прачичо Алджи не го пуска през прозореца на втория етаж и Невил отскача надолу по пътя. Неточно се смяташе, че сестрата на Албус Дъмбълдор, Ариана, е сквиба.

### Смесени видове
Някои магьосници са плод на съюзи между хора и магически създания с повече или по-малко човешки интелект, като Фльор Делакор и нейната сестра Габриел (и двете са четвърт вийли), професор Флитуик (четвърт таласъм) и мадам Максим и Хагрид (и двамата са полувеликани). Магьосниците с предразсъдъци (като Ъмбридж) често използват обиди към магьосници и върколаци от смесени видове или към други същества като домашни елфи, езеряни и кентаври (които са отделни видове). Кентаврите в поредицата предпочитат да имат малко взаимодействие с хората.

## Правителство и политика
Министерството на магията е правителството на магьосническата общност на Великобритания. Правителството се споменава за първи път в Хари Потър и Философският камък. Министърът на магията, Корнелиус Фъдж, е първият министър, появил се в Хари Потър и Стаята на тайните. Самото министерство не се показва до Хари Потър и Орденът на феникса. С напредването на книгите Министерството става все по-корумпирано и сляпо за събитията в света на магьосниците, достигайки най-ниската точка на корупцията по време на въстанието на Волдемор.
Сред известните министри на магията са Милисънт Багнолд (преди да започнат книгите), Корнелиус Фъдж, Руфъс Скримджър, Пий Тикнес (под проклятието на империус, контролирано непряко от лорд Волдемор), Кингсли Шакълболт (отначало временно, но по-късно се знае, че е постоянен) и Хърмаяни Грейнджър.

## Отношения

### С мъгълския свят
Мъглите остават, в по-голямата си част, незабелязани в света на магьосниците. Тази ситуация се счита за предпочитана пред алтернативата от магьосниците; официално съвместно съществуване, конфликт или надмощие на магьосниците (искани от някои чистокръвни магьосници). Повечето неща от магическа природа са скрити или по друг начин скрити от мъгълите; други, като дименторите, са невидими за тях, въпреки че изпитват същата депресия и усещане за отчаяние, докато са близо до диментор. Коментира се, че мъгълите обикновено отхвърлят всичко, което не могат да си обяснят. По същия начин, за много магьосници, много функционални аспекти от света на мъгълите рядко се забелязват и са мистериозни. Опитите на магьосниците и вещиците да се маскират като мъгъли, например когато трябва да излязат по „нормалните“ улици, често имат хумористични резултати. Неправилното произношение на често срещани мъгълски термини като „телефон“, „ескалатор“, „водопроводчик“, „огнестрелни оръжия“ или „полицай“ е заигравка в поредицата. Артър Уизли е известен с това, че е очарован от света на мъгълите и има огромна колекция от мъгълски предмети.
Мъгълознание е избираема дисциплина в Хогуортс. Хърмаяни изненадва Хари, като записва този учебен предмет, тъй като родителите ѝ са мъгъли. Тя смята, че би било „очарователно“ да изучава мъгълите от гледна точка на магьосниците.
Единствените описани официални отношения с мъгълския свят са между министъра на магията и мъгълския министър-председател. В Хари Потър и Нечистокръвния принц се разкрива, че министърът на магията се представя насаме на всеки нов министър-председател и го информира за важните въпроси от магьосническия свят. В кабинета на министър-председателя има магическа картина, която го уведомява за подобни посещения, и камина, чрез която министърът на магията пътува до Даунинг Стрийт 10. Министърът на магията Корнелиус Фъдж информира министър-председателя за бягството на Сириус Блек. Фъдж също така информира министър-председателя за няколко проблема, пред които е изправен, коренящи се във войната срещу Волдемор и че новият секретар на министър-председателя Кингсли Шакълболт е аврор. Фъдж се отнася снизходително към мъгълския министър-председател, а министър-председателят на мъгълите често е разочарован от министъра на магията.
Точната степен, до която се поддържа секретността и изолацията на магьосническия свят, варира. Правят се много препратки към Министерството на магията, което изпълнява заклинания за памет, за да запази тайната; обаче някои мъгъли имат необходимите взаимодействия с магьосническия свят. Родителите на Хърмаяни са мъгъли, но са били виждани на Диагон-Али. Те са напълно наясно, че магията съществува, но забраняват на Хърмаяни да използва магия, за да си оправи зъбите (като зъболекари смятат, че това е измама). Дърсли също са наясно със света на магьосниците; Петуния Дърсли посочва, че е научила за това, когато сестра ѝ Лили е била приета в Хогуортс. Тя споделя тази информация със съпруга си, за който се вижда, че се отнася презрително към света на магьосниците още преди Хари да се появи на прага им. Няма индикации, че Дъдли е знаел за това, докато на Хари не е казано за Хогуортс.
Наред със семействата на мъгълородени магьосници има смесени бракове. Шеймъс Финиган съобщава, че майка му е вещица, която е съобщава това на мъгълския му баща едва след като са се оженили.
Между двата свята има и някаква неопределена финансова връзка, тъй като е възможно да се обменят мъгълски пари в пари на магьосници. Родителите на Хърмаяни са показани да правят това във втората книга.

#### Политики относно отношенията магьосник-мъгъл
В Хари Потър и Затворникът от Азкабан Хари пише есе за средновековното изгаряне на вещици, което е посочено като причина за въвеждането на Международния статут за магьосническа тайна и магьосниците, които се укриват от света на мъгълите.
Това е допълнително засегнато в други книги и е обхванато по-специално в известна дълбочина в Приказките на барда Бийдъл, където Албус Дъмбълдор пише бележки след всяка история, като често засяга взаимоотношенията между магьосника и мъгъла.
Фантастични животни и къде да ги намерим показва, че различните магьоснически правителства по света може да имат различни нива на взаимоотношения с мъгълите в зависимост от техния социален и политически климат и че тези взаимоотношения може дори да се променят с течение на времето като други политически политики. Във филма Нют Скамандър описва американския магьоснически закон по отношение на мъгълите като „по-скоро изостанал“ и допълнително обяснява, че на американските магьосници е забранено да имат какъвто и да е контакт или взаимоотношения с мъгълите.

### Вътрешни
Тъй като най-важната способност на човек – магическата – не зависи от пола, сексуалното равенство е силно напреднало в света на магьосниците и „битката на половете“ никога не е била проблем (например отборите по куидич имат както мъже, така и жени играчи – с изключение на известния отбор Холихедските харпии, чиито играчи са само жени.
Част от вътрешното напрежение включва робството на домашните елфи и подозрението или пренебрежението към някои видове почти човешки интелект („същества“ на езика на магьосника). Волдемор и неговите последователи често използват тези разделения, за да привлекат върколаците и великаните към своята кауза.

#### В международен план
Магическите правителства на света до известна степен са обединени в Международната конфедерация на магьосниците. Тази организация има много отговорности, най-вече за прилагане на Международния статут за магьосническа тайна.
Има препратки към отдела за международно магическо сътрудничество към Министерството на магията и различни международни организации като Международния орган за стандарти за магическа търговия, Международната магическа служба по право, Международната конфедерация на магьосниците и Международната асоциация по куидич.
Както е отбелязано в описването на Световното първенство по куидич в Огнения бокал, ирландските и българските магьосници (а вероятно и тези от други страни) могат да изпитват силна национална гордост и да бъдат силно нетърпеливи страната им да победи – въпреки че ирландските и българските мъглите, които формират по-голямата част от населението в двете страни, не знаят, че се провежда първенството.
Книгите не се отнасят до степента, до която войните и напрежението между мъгълските правителства (например Световните войни или Студената война) влияят на отношенията между съответните магьоснически правителства. Роулинг обаче категорично намеква, че възходът на тъмния магьосник Гелърт Гриндълуолд и поражението му от Дъмбълдор през 1945 г. са свързани с възхода и падането на нацистка Германия.

## Образование

### Преди Хогуортс
Изглежда, че няма официален предшественик на магьосническото образование; очевидно родителите магьосници обучават децата си в домашни условия по основни немагически теми, като грамотност и аритметика. Родените от мъгъли магьосници (или магьосници, отгледани от мъгъли) обаче очевидно получават обикновено мъгълско начално образование, преди да се запишат в Хогуортс, нещо, което може да се разглежда като когнитивно предимство или недостатък. В британския свят на магьосниците също няма задължителни образователни закони. Родителите могат да продължат да обучават децата си у дома, да ги изпращат в Хогуортс или да ги изпращат в чужбина в други магьоснически училища. Въпреки това, по времето, когато Волдемор сваля Министерството на магията, посещението в Хогуортс е задължително, за да могат неговите последователи да имат пълен контрол над младежите магьосници.

### След Хогуортс
След завършване на образование в Хогуортс няма стандартно висше образование и няма известни университети за магьосници. Успешните ученици в Хогуортс се считат за готови да работят като възрастни, въпреки че някои магьоснически професии изискват специални, дългогодишни програми за обучение след завършване на Хогуортс. Това са например професиите на аврора и лечителя (лекаря магьосник). Понякога младите пътуват по света, за да „наблюдават чужди вещици и магьосници“ след дипломирането си, за да завършат образованието си. В Хари Потър и Даровете на Смъртта Елфиас Додж описва как плановете му да пътува по света с приятеля си Дъмбълдор са били нарушени от смъртта на майката на последния. По същия начин професор Куиръл си взима почивка, за да придобие опит от първа ръка след прославена академична кариера.

### Орган за изпити на магьосниците
Това е организацията, отговорна за изпитите на студенти в петата и седмата им година – СОВА и ТРИТОН съответно. Ръководителят на органа, Гризелда Марчбанкс, е възрастна вещица, която е проверявала изпита ТРИТОН на Дъмбълдор.

### С.О.В.А.
С.О.В.А. (Специалист по особена вълшебническа активност) са магьоснически изпити, полагани през петата година, като резултатът е какви професии може да упражняват вещицата или магьосника, след като завърши училище. Изпитите се организират от Органа за изпити на магьосниците (вж. по-горе).

#### Оценяване
| Изключителен          | Най-високата оценка                    |
| Надхвърля очакванията | Над средното                           |
| Приемливо             | Среден; най-ниската положителна оценка |
| Слаб                  | Неуспешна оценка                       |
| Ужасен                | Неуспешна оценка                       |
| Трол                  | Най-ниска оценка                       |

### Т.Р.И.Т.О.Н.
Т.Р.И.Т.О.Н. (Тежки разнородни изпити по тясноспециализирано и общомагическо ниво) са магьоснически изпити, полагани през седмата година. Това са последните тестове, за да се види дали магьосника или вещицата отговарят на условията за практикуване на дадена професия. Докато Хърмаяни се връща в Хогуортс, за да вземе изпитите си след Хари Потър и Даровете на Смъртта, Хари и Рон никога не вземат своите ТРИТОН-и. Въпреки това Хари успява да стане ръководител на отдела за прилагане на магически закони в някакъв момент в бъдещето.

### Известни чуждестранни училища
- Академия за магия Бобатон във Франция
- Институт за магическо обучение Дурмщранг в Северна Европа
- Школа за магьосничество Илвърморни в Северна Америка[14]
- Уагаду в Африка[14]
- Махутокоро в Япония[14]
- Кастелобруксо в Бразилия[14]
- Колдовсторец в Русия[15]

## Икономика
Измислена валутна система се използва от магьосниците на Обединеното кралство. Валутата използва само монети като разчетни единици. Тя се основава на три вида монети; в ред на намаляваща стойност, златен галеон, сребърна сикла и бронзов кнут. Магьосническите банки предоставят услуги за смяна на пари за тези с мъгълска валута. Единствената банка, която се вижда в поредицата за Хари Потър, е Гринготс, която се намира на Диагон-Али в Лондон и има стотици трезори. Притежателите на сметки могат да използват тези трезори, за да съхраняват всичко, което пожелаят. Хагрид посочва, че магьосниците имат „само една“ банка и смята, че Гринготс е най-сигурното място за съхранение на ценни предмети освен Хогуортс.
Някои служители на банката са разположени в страни, различни от Англия, и са натоварени със задачата да възстановят съкровището за използване от банката. Бил Уизли е представен като един такъв служител, работещ в Египет като разрушител на проклятия, за да извлече богатства от древните гробници.

### Монети
Галеонът е най-голямата и най-ценна монета във валутата на британския магьосник. Той е златен, кръгъл и по-голям от другите използвани монети.
Около ръба на галеона е изписан поне един сериен номер, който идентифицира гоблина, отговорен за сеченето на монетата. В Хари Потър и Орденът на феникса Хърмаяни омагьосва фалшиви галеони, за да покаже часа и датата на следващата среща на армията на Дъмбълдор вместо серийния номер.
Както е обяснено в Хари Потър и Философският камък, 17 сребърни сикли правят златен галеон и 29 бронзови кнута правят 1 сикла.

### Обменен курс
| 1 кнут е           | 1 сикла е         | 1 галеон е |
| ------------------ | ----------------- | ---------- |
| 1 кнут             | 29 кнута          | 493 кнута  |
| 0.03448... сикли   | 1 сикла           | 17 сикли   |
| 0.002028... галеон | 0.05882... галеон | 1 галеон   |

В интервю от 2001 г. Дж. К. Роулинг казва, че галеонът е приблизително пет британски лири (по време на интервюто приблизително 7,50 щатски долара или 5,50 евро), въпреки че „обменният курс варира“.
В книгата Фантастични животни и къде да ги намерим се казва, че 174 милиона британски лири, събрани за благотворителност, се равняват на 34 000 872 галеона, 14 сикли и 7 кнута (цифрата е съкратена до „над тридесет и четири милиона галеона“ в Куидичът през вековете). Това означава, че £5,12 = 1 галеон. Въпреки това, цената на корицата на книгата е £2,50 ($3,99 САЩ) или „14 сикли и 3 кнута“, което предполага обменен курс от £3,01 = 1 галеон или 41% отстъпка за мъгълите купувачи.

## Игри и спорт
Спортът, по-специално куидичът, играе важна роля в света на магьосниците и в поредицата за Хари Потър. Куидичът е отборен спорт, който се играе във въздуха на метли. Магьосниците по целия свят фанатично го следят, както мъгълите футбола например, а Световното първенство по куидич е важно събитие в календара на магьосниците.
Още през първата си учебна година Хари се доказва като талантлив играч на куидич и е взет в отбора на Грифиндор като негов търсач, като целта му е намирането и улавянето на Златния снич. Дейностите му на игрището за куидич заемат видно място в няколко от книгите. Лий Джордан, който е с две години по-голям от Хари, е коментатор на мачовете по куидич в Хогуортс, докато завърши. Спортът се появява във всяка книга с изключение на седмата; училищните мачове са отменени в четвъртата поради необходимостта да се използва терена за Тримагическия турнир, но Хари присъства на Световната купа по куидич като гост на семейство Уизли.

## Комуникации
Съществуват няколко магически метода за комуникация в света на магьосниците.

### Сови
Най-популярният метод за комуникация е чрез совите. Те се използват за пренасяне на писма и колети, като няколко сови летят заедно, за да доставят по-тежки колети. Совите също доставят поща и вестници, като заместват пощенските услуги в света на мъгълите. Ако сова достави нещо, за което се очаква плащане, като например вестник, получателят поставя парите в малка торбичка, прикрепена към крака на птицата. Могат да се използват не само сови; веднъж Сириус Блек използва тропическа птица, вероятно ара. Министерството на магията регулира пощата на совата.
Как совите намират получателите, не е изрично посочено. При някои обстоятелства върху писмата са посочени доста подробности за адреса на получателя (посочващи стаи или места в сграда). Друг път не се споменава адрес, а на птицата просто се казва при кого да отлети. Министерството на магията използва сови за доставка на междуведомствена поща в сградата на министерството, но според г-н Уизли бъркотията е била невероятна. Сега министерството използва омагьосани бележки, които летят из цялата сграда като хартиени самолети.
В допълнение, въпреки че совите са изобразени като летящи директно към получателя, се подразбира, че трафикът на совите може да бъде наблюдаван и дори прекъснат. Има няколко препратки към „наблюдаваните сови“ и Хари използва различни сови, за да комуникира със Сириус (негов кръстник), тъй като неговата снежна сова, Хедуиг, би привлякла твърде много внимание. Веднъж Хедуиг е ранена, след като е засечена и претърсена (предполагаемо от Ъмбридж).

### Патронус
Патронусът се използва предимно за отблъскване на дименторите. Те могат да се използват и за комуникация от вещици и магьосници. Албус Дъмбълдор измисля метода за използване на патронусите за предаване на гласови съобщения, използван от Ордена на Феникса. Дъмбълдор, Минерва Макгонъгол, Кингсли Шакълболт и Артър Уизли предават съобщения чрез патронус в хода на поредицата. Макгонъгол е и единственият герой в поредицата, който е показал способността да проектира множество патронуса за изпращане на множество съобщения. Патронусите също са единственият известен начин за отблъскване на летифолдите.
Сивиръс Снейп използва своя патронус, за да отведе Хари Потър до горското езеро, на чието дъно се намира мечът на Грифиндор Хари Потър и Даровете на Смъртта.

### Летежна пудра
Докато летежната пудра е предназначена за използване като транспортен метод, тя понякога служи и като начин за комуникация. Един магьосник може да хвърли щипка летежна пудра в запалена камина и да постави главата си в пламъците, което води до появата ѝ в камината на магьосника, с когото иска да говори. Този начин за комуникация се вижда за първи път в Хари Потър и Огненият бокал, когато Хари вижда главата на Амос Дигъри в камината на семейство Уизли в Хралупата, разговаряйки с Моли Уизли. Хари също използва този метод, за да говори със Сириус Блек няколко пъти по време на поредицата.
Етикетът около използването на този метод за комуникация не е изрично разгледан в сериала. Дъмбълдор казва на Хари, че не е учтиво за магьосник да се появи от нищото директно в къщата на друг магьосник. Въпреки това, в един момент Хари използва летежната пудра, за да се свърже с площад Гримолд без предупреждение. Сивиръс Снейп също я използва, за да се свърже с Ремус Лупин и да му каже, че иска дума, преди да говори лично с него в Хари Потър и Затворникът от Азкабан.

### Комуникация с тъмна магия
Лорд Волдемор използва този начин на комуникация, наречен черния знак, който е като татуировка на лявата ръка на смъртожадните. Когато знакътсе докосне, се осъществява контакт с други смъртожадни и самия Волдемор. Натискането предизвиква изгаряне на всеки друг знак на смъртожадните, което им сигнализира да се явят незабанто пред Волдемор.
Тези, които следват Черния лопд, смятат, че знакът е от голямо значение и докато някои хора са достатъчно „щастливи“ да имат такъв, привилегията е ограничена до тези с „чиста“ кръв. Твърди се, че на Фенрир Грейбек (злобен върколак) не е позволено да има на ръката си знака, вероятно защото е върколак.
Хърмаяни използва принципа на черния знак в Хари Потър и Орденът на феникса. Тя използва фалшиви галеони, които имат послания на ръба. По-късно Малфой и мадам Розмерта, която и под проклятието на империус, използват галеони, за да се свържат помежду си.

### Други форми на комуникация
Освен фалшивите галеони, омагьосани от Хърмаяни за армията на Дъмбълдор, има няколко други начини за връзка със затворен канал, използвани в книгите и филмите. Обектите, нарисувани в магьоснически портрети, често се използват за пренасяне на съобщения между местата, където са окачени портретите им. Финиъс Нигелус (бивш директор на Хогуортс и член на семейство Блек) се използва за изпращане на съобщения между кабинета на Дъмбълдор и другия му портрет на площад Гримолд. Хърмаяни взема портрета на Финиъс от Гримолд по време на Хари Потър и Даровете на Смъртта и го използва, за да получи информация за събитията в Хогуортс. Дъмбълдор също използва двама други бивши директори по подобен начин, когато Артър Уизли е нападнат от Наджини в Министерството на магията. Вижда се и портрет, носещ съобщения между министъра на магията и мъгълския министър-председател в началото на Хари Потър и Нечистокръвния принц.
Друга форма на затворена комуникация, използвана в книгите и филмите, е набор от огледала, принадлежащи на Сириус Блек. Сириус дава на Хари едно огледало в Хари Потър и Орденът на феникса, с бележка, обясняваща му, че той и Джеймс Потър са използвали огледалата, за да говорят помежду си. В Хари Потър и Даровете на Смъртта Хари използва парче от счупеното си огледало, за да извика помощ от мазето на Малфой, а по-късно открива, че Абърфорт Дъмбълдор го е наблюдавал, използвайки огледалото на Сириус, което е получил от Мъндънгус Флечър.
Летящи хартиени самолети (наричани „междуведомствени бележки“) се използват в рамките на Министерството на магията. В Хари Потър и Орденът на феникса, когато Артър Уизли завежда Хари в Министерството на магията, г-н Уизли обяснява, че те са заели мястото на совите, за да намалят бъркотията. Те са бледо виолетови с щампован надпис „министерство на магията“ по краищата на крилата. Вариант на този метод на комуникация е показан във филмовата версия Хари Потър и Затворникът от Азкабан, когато Драко Малфой изпраща на Хари бележка в клас под формата на летящ хартиен самолет.

## Транспорт

### Апариране
Магьосниците и вещиците често се апарират, което е доста подобно на телепортацията. Много е трудно да се апарира; следователно на непълнолетните магьосници и вещици е забранено да го правят. Има много примери за неуспешни опити за апариране, направени от хора, които не са издържали своя „тест за апариране“, който е като изпит за шофиране при мъгълите. Ако не се апарира правилно, човек може да загуби част от тялото в процеса, наричан „сщипване“. В Хари Потър и Даровете на Смъртта, Рон получава удар, след като е хванат от смъртожадния Яксли. Хърмаяни го лекува с магическа течност, която носи в чантата си, процес, който отнема няколко дни. Боб Огдън, някога ръководител на Магическия правоприлагащ орган, след като е нападнат от Морфин и Марволо Гонт, се връща в щаба си с още няколко полицаи, за да покорят нарушителите.

### Транспортни обекти
Героите в поредицата използват няколко магически устройства и артефакти, за да се транспортират в света на магьосниците и в света на мъгълите. Сред най-често срещаните от тези обекти са метлите, летежна пудра, Среднощния рицар и Хогуортс Експрес. Известно е, че някои герои омагьосват мъгълските превозни средства, за да им придадат магически характеристики, като Форд Англия на Артър Уизли или летящия мотоциклет на Сириус Блек. В Хари Потър и Огненият бокал се води дискусия около политиката на внос на летящи килими.

### Летекоди
Летекодите се използват, ако вещицата или магьосникът не могат да се апарират, независимо дали това е защото нямат тази способност, или защото имат непълнолетен в тяхната компания. Летекодите могат да бъдат почти всичко, обикновено ежедневен предмет, който лесно би бил пренебрегнат от мъгъл. Те могат да пренесат потребителя до местоназначението му, стига той да държи обекта при напускане. Летекодите могат да носят няколко души наведнъж, както например в Хари Потър и Огненият бокал, когато Хари, Хърмаяни Грейнджър, Уизли и Дигъри пътуват за Световната купа по куидич. Летекодите обикновено са маскирани като боклук, като тенекия или стар чорап, така че мъгълите да не ги забележат.

### Тестроли
Тестолите са скелетни, крилати коне, черни на цвят, които могат да се видят само от онези, които са били свидетели на смъртта от първа ръка. Те дърпат училищните карети на Хогуортс и също могат да бъдат опитомени и яздени. Този метод на транспортиране е използван в Хари Потър и Орденът на феникса, когато членовете на армията на Дъмбълдор трябва да отидат в Министерството на магията, за да спасят Сириус Блек, а също така се използват при транспортирането на Хари от къщата на Дърсли до Хралупата в Хари Потър и Даровете на Смъртта. Известно е, че летят и други магически птици; например фениксът Фокс от Хари, Рон, Джини и Локхарт в Хари Потър и Стаята на тайните и хипогрифът Бъкбийк от Хари, Хърмаяни и Сириус в Хари Потър и Затворникът от Азкабан.

## Магьоснически медии

### Пророчески вести
Пророчески вести е най-четеният ежедневник в британската магьосническа общност. Статиите включват снимки, чиито обекти се движат. Липсва журналистическа почтеност; известно е, че е по-загрижен за продажбите, отколкото за фактическата точност и често е рупор на Министерството на магията; както е описано от Рита Скийтър – „Пророкът съществува, за да се продава!“.
Вестникът е уважаван в първите три книги, но от Хари Потър и Огненият бокал е наета Рита Скийтър, безскрупулна журналистка, която предоставя няколко вълнуващи и явно фалшиви статии. Те включват статия, която, макар и правилно да твърди, че Хагрид е отчасти великан, също така отправя множество непристойни обвинения относно личния му живот и обявява Хари за „обезпокоен и опасен“ въз основа на клюки от Драко Малфой. Когато министър Фъдж заема позицията, че категорично отрича завръщането на Волдемор, вестникът започва клеветническа кампания срещу Дъмбълдор и Хари, най-влиятелните привърженици на противоположното мнение. След като Фъдж е принуден да признае, че Волдемор се е завърнал, Пророчески вести променя позицията си за една нощ, наричайки Хари „самотният глас на истината“. Вестникът дори купува интервюто на Хари при завръщането на Волдемор от Дрънкало и твърди, че е ексклузивно.
Редактор на вестника е Барнабас Къф, бивш ученик на майстора на отвари Хорас Слъгхорн. Не е ясно от колко време той е редактор на Пророчески вести. Според Дж. К. Роулинг, в събитията след поредицата от книги, Джини Уизли става старши кореспондент по куидич в Пророчески вести, след пенсионирането си от Холихедските харпии. Пророчески вести има късно издание и издание за уикенда.
Страницата за новини и събития на Уорнър Брос Хари Потър е кръстена на вестника.

### Дрънкало
Дрънкало е списание, споменато за първи път в Хари Потър и Орденът на феникса.
Редактор на списанието е Ксенофилиус Лъвгуд. В основите на Дрънкало са теориите на конспирацията и криптозоологията. Статиите твърдят, че Фъдж е имал таласъми, приготвени в пайове, и използва Отдела за мистерии, за да разработи ужасни отрови, с които се предполага, че храни хора, които не са съгласни с него, и че има тайна армия от огнени демони, наречени „хелиопати“. Многобройни (вероятно въображаеми) животни се споменават в Дрънкало, като наргъли (за които се предполага, че заразяват имел).
В Хари Потър и Орденът на феникса Хърмаяни изнудва Рита Скийтър да напише статия за срещата на Хари с Волдемор. Интервюто е публикувано от Ксенофилиус и по-късно той го продава на Пророчески вести на добра цена. В Хари Потър и Даровете на Смъртта Ксенофилиус продължава да подкрепя Хари в своето списание, докато дъщеря му Луна не бива отвлечена, за да го накара да замълчи. Хари, Рон и Хърмаяни посещават Ксенофилиус за информация, но откриват, че последният брой съдържа история против Хари на корицата. След окончателното поражение на Волдемор, Дрънкало се връща към предишната си концепция на напреднала лудост и става популярно, като все още е оценен заради непреднамерения си хумор.

### Радио
Най-популярната радиостанция е Wizarding Wireless Network. Хари научава за популярната магьосническа група The Weird Sisters от своите връстници, които слушат радиото. През коледната ваканция със семейството на Уизли по време на Хари Потър и Нечистокръвния принц, семейство Уизли слуша Селестина Уорбек.
В Хари Потър и Даровете на Смъртта Рон запознава Хари и Хърмаяни с Potterwatch. Potterwatch е анти-Волдемор радио програма, която е достъпна само с тайна парола. Епизодът, в който триото слуша, включва различни членове на Ордена на Феникса и е домакин на Лий Джордан.

## Храни и напитки
Посочените храни и напитки са уникални за света на магьосниците.

### Сладкиши
В историите се споменават множество сладкиши; много от тях имат насилствени или странни странични ефекти, особено тези, създадени от Фред и Джордж Уизли. Повечето сладкиши могат да бъдат намерени в сладкарницата, намираща се на Диагон-Али, или в количката за сладкиши на Хогуортс Експрес. Дъмбълдор изглежда е пристрастен към тях, тъй като често използва имената им като пароли.
Шоколадовите жаби са, както подсказва името, жаби, направени от шоколад и са много популярни магьоснически сладки. Всяка от тях е опакована с колекционерска карта, показваща магическа снимка и кратка биография на известна вещица или магьосник от средновековието до модерното време. Картите, наречени в поредицата за Хари Потър, включват магьосници като Мерлин, Дъмбълдор, Никълъс Фламел и четиримата основатели на Хогуортс. Според уебчат с автора, Хари и приятелите му в крайна сметка са включени в серия от карти с шоколадова жаба.
Някои от най-забележителните вълшебни сладкиши като Всякаквовкусови бобчета на Бърти Бот са произведени в реалния живот, главно от компанията за бонбони Jelly Belly. От 2001 г. насам те произвеждат истински версии на странните аромати на бобовите зърна. Освен някои „обикновени“ аромати, компанията произвежда и няколко „необичайни“, споменати в книгите. Други вкусове включват бекон, мръсотия, земен червей, ушна кал, повръщано, развалено яйце, наденица, туршия, препечен хляб, трева и сапун.

### Бирен шейк
Бирен шейк е напитката на по-младите магьосници. Хари е представен за първи път с напитката в Хари Потър и Затворникът от Азкабан. Въпреки че домашните елфи могат да се опиянят от нея, количеството алкохол, съдържащо се в напитката, има незначителен ефект върху вещиците и магьосниците. Биреният шейк може да се сервира студен или горещ, но така или иначе има загряващ ефект.
Най-ранното споменаване на бирения шейк е от The Good Huswifes Handmaide for the Kitchen, публикувана в Лондон през 1588 г. Тя е направена от бира, захар, яйца, индийско орехче, карамфил и масло. Друга стара рецепта за тази напитка, публикувана от Робърт Мей през 1664 г. в книгата му с рецепти The Accomplisht Cook, изисква да се добавят корен от сладък корен и анасон. Британският знаменит готвач Хестън Блументал пресъздава напитката в шоуто си Heston's Tudor Feast.
През април 2010 г. е обявено, че напитката ще се продава в тематичния парк The Wizarding World of Harry Potter в Орландо, Флорида. Напитката се продава и в Warner Bros. Studio Tour London. Има сладък вкус и е безалкохолна напитка. Биреният шейк, продаван в реалния свят, е тестван от Дж. К. Роулинг.

### Огнено уиски
Огненото уиски е вид алкохолна напитка, която магьосниците под седемнадесет години нямат право да консумират; това правило обаче не винаги се спазва. Напитката се описва сякаш изгаря гърлото на този, който я пие. Може да се разглежда като много силно уиски и по принцип се използва като такова.

### Тиквен сок
Тиквеният сок е студена напитка, предпочитана в света на магьосниците и сред учениците в училището за магьосничество и магьосничество Хогуортс. Консумира се по всякакъв повод – за закуска, за обяд, на празници или по други поводи. Изглежда, че има същата роля, която портокаловият сок има за мъгълите.
Тиквеният сок е лесно достъпен и може да бъде закупен в Хогуортс Експрес. Сивиръс Снейп заплашва Хари през четвъртата му година, че може да сипе веритасерум в сутрешния му тиквен сок, защото мисли, че Хари е краде съставки за отвара от килера на Снейп.
Тиквеният сок е една от няколкото специални напитки, продавани в тематичния парк The Wizarding World of Harry Potter в Орландо.

### Розова вода
Розовата вода е напитка, продавана във вселената на Хари Потър. Професор Макгонъгол я консумира в „Трите метли“ в Хари Потър и Затворникът от Азкабан и Луна Лъвгуд пие розова вода в Хари Потър и Орденът на феникса.